# کشتار ووندد نی
کشتار زانوی زخمی (به انگلیسی: The massacre of Wounded Knee) که به صورت رسمی نبرد ووندِد نی نامیده می‌شود در ۲۹ دسامبر ۱۸۹۰ (۸ دی ۱۲۶۹) در داکوتای جنوبی اتفاق افتاده‌است. در روز قبل از حادثه گردان هفتم سواره‌نظام ایالات متحده دسته مینچونجو Miniconjou از «سرخ‌پوستان لاکوتا» را اسکورت می‌کرد که در ۸ مایلی غرب نهر ووندد نی در داکوتای جنوبی اردو زدند. در روز حادثه با خیال اینکه سرخ‌پوستان در حال آماده شدن برای نبرد با ارتشیان هستند و با شلیک اشتباهی توسط بازرسان ارتش هنگام خلع سلاح سرخ‌پوستان در کمپ، ارتشیان شروع به تیراندازی به سرخ‌پوستان کردند که در نتیجه آن ۱۵۰ تا ۳۰۰ تن از سرخ‌پوستان شامل بر: ۹۰ مرد و ۲۰۰ تن زن و کودک کشته شدند. تعداد ۵۰ تن از سرخپوستان نیز زخمی شدند که ۷ نفر از آن‌ها بر اثر جراحات جان خود را از دست دادند. ۲۵ تن از نظامیان ارتش آمریکا نیز کشته شدند که تصور بر این است که با شلیک اشتباهی توسط هم قطاران خود کشته شده‌باشند. حداقل بیست نفر از سربازان ایالات متحده که در این کشتار شرکت داشتند از سوی دولت ایالات متحده مدال افتخار دریافت نمودند که این عمل بعدها با اعتراض مجلس سوها مواجه شد.
این کشتار آخرین ستیز مسلحانه بزرگ میان قبیله سو لاکوتا و ایالات متحده آمریکا بود.
مارلون براندو بازیگر سرشناس هالیوود، در اعتراض به این کشتار از دریافت جایزه اسکار بهترین بازیگر نقش اول مرد سال ۱۹۷۳ (برای بازی در فیلم پدرخوانده) امتناع کرد و به هنگام اهدای آن، ساشین لیتل‌فِدِر را با شمایلی سرخپوستی و به همراه بیانیه‌ای ۱۵ صفحه‌ای به روی صحنه فرستاد. حضور این فعال سرخ‌پوست در صحنه اهدای جوایز اسکار با هو کردن و تشویق همزمان حاضران همراه بود.
فیلمی بر اساس کشتار زانوی زخمی با عنوان قلب مرا در ووندِدنی دفن کن (در فارسی عنوان فیلم قلبم را در وطنم دفن کن ترجمه شد) در سال ۲۰۰۷ (۱۳۸۶) ساخته شد.

## نگارخانه

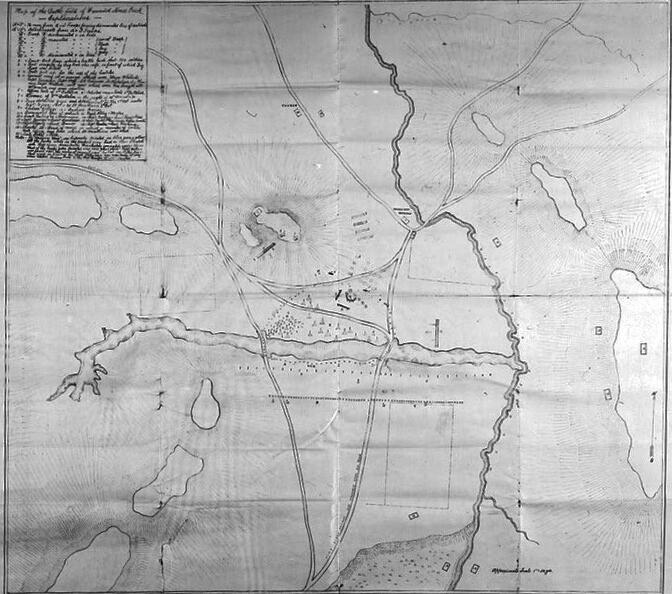
نقشه ووندد نی
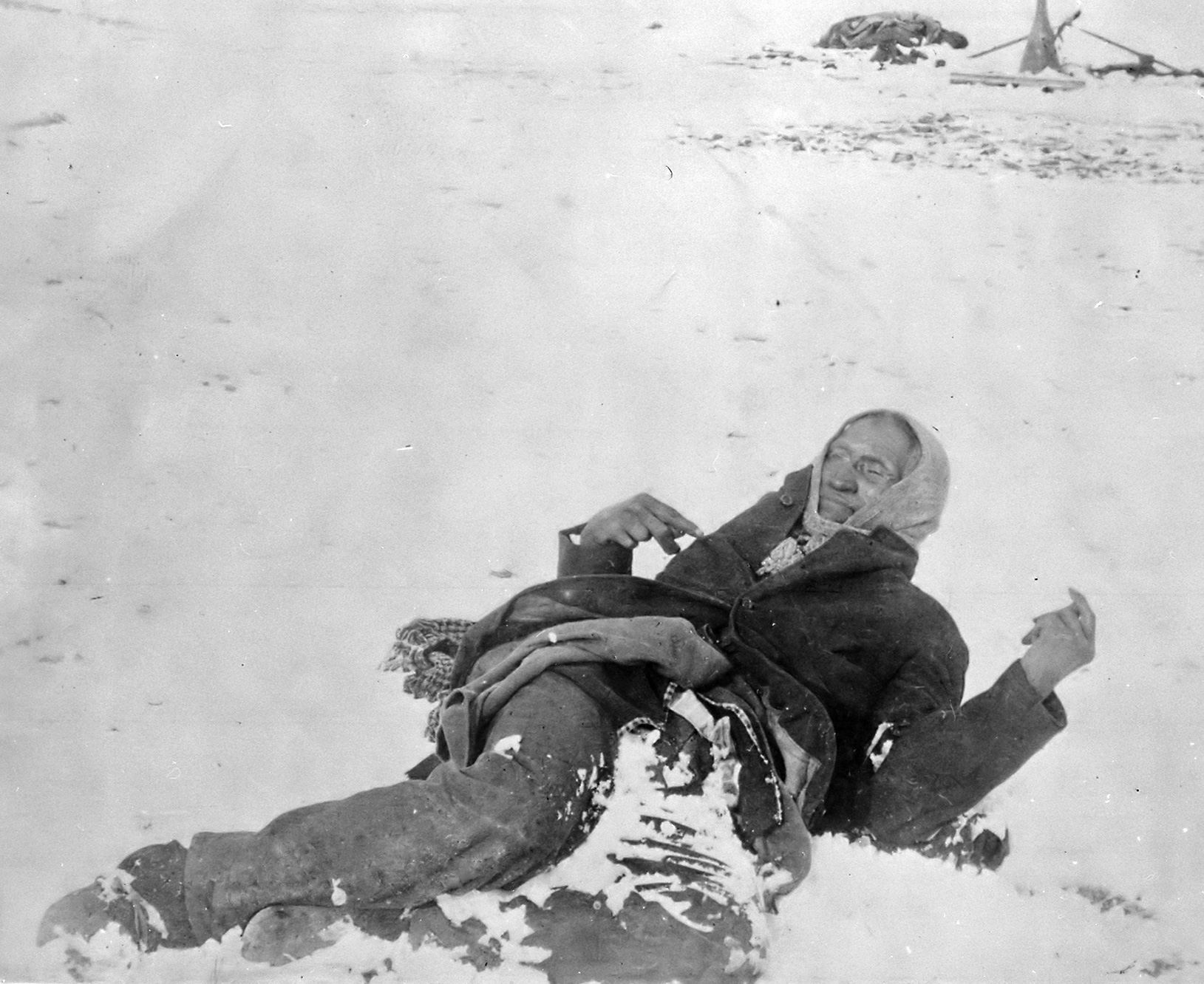
الک خالدار یا همان بیگ فوت.
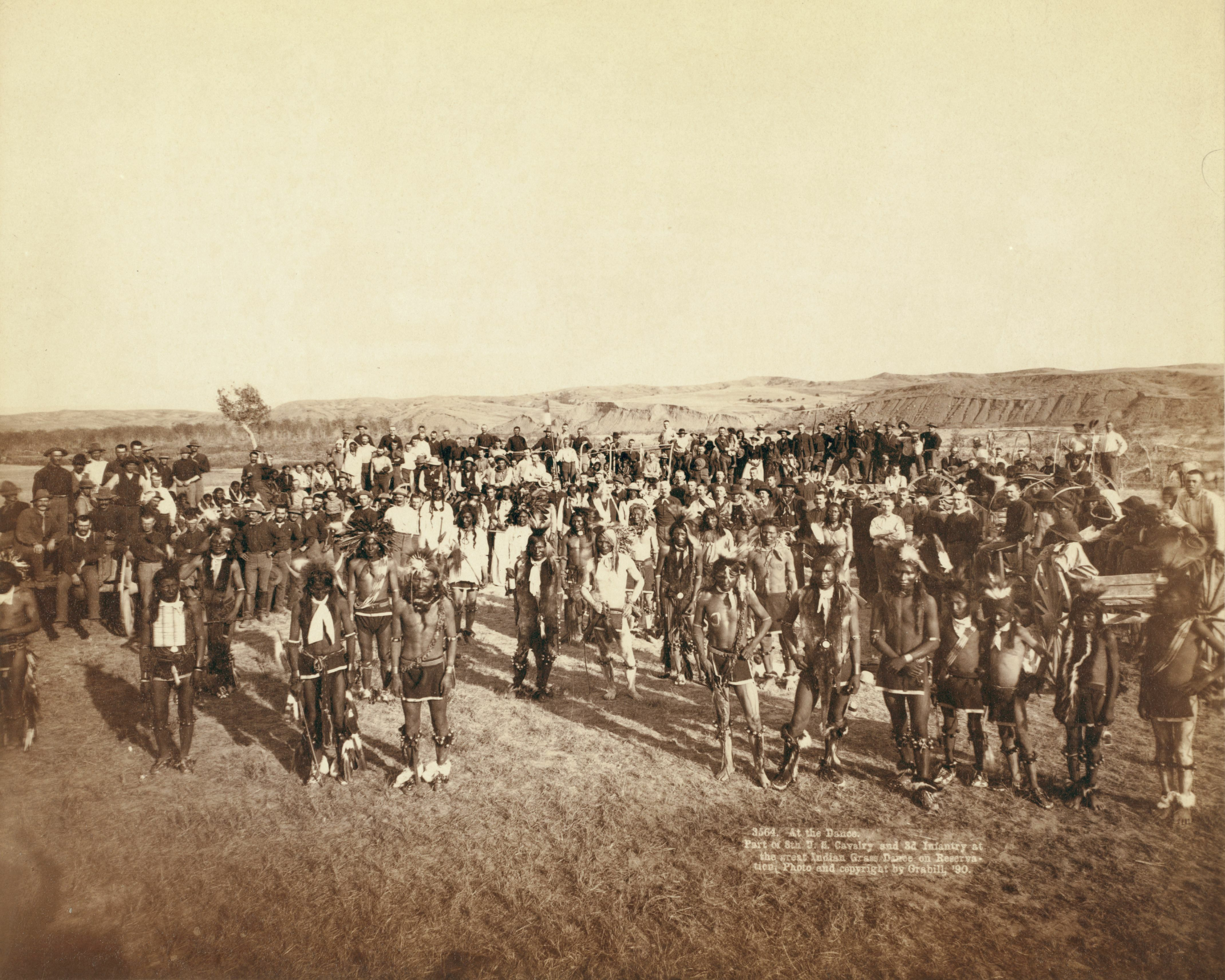
رقص مینچونجو در رودخانه چینه، داکوتای جنوبی، نهم آگوست ۱۸۹۰
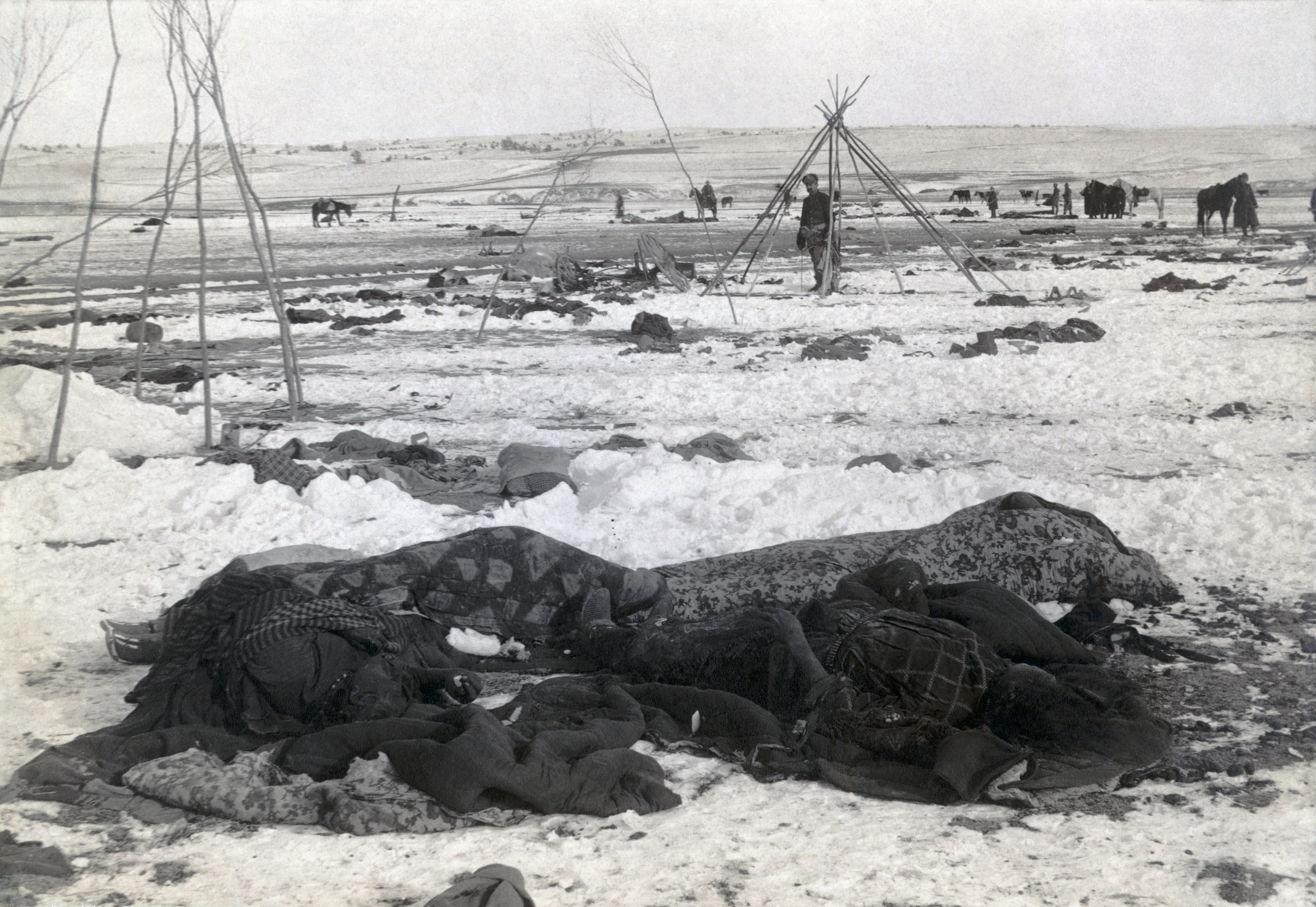
منظره ووندد نی سه هفته بعد.
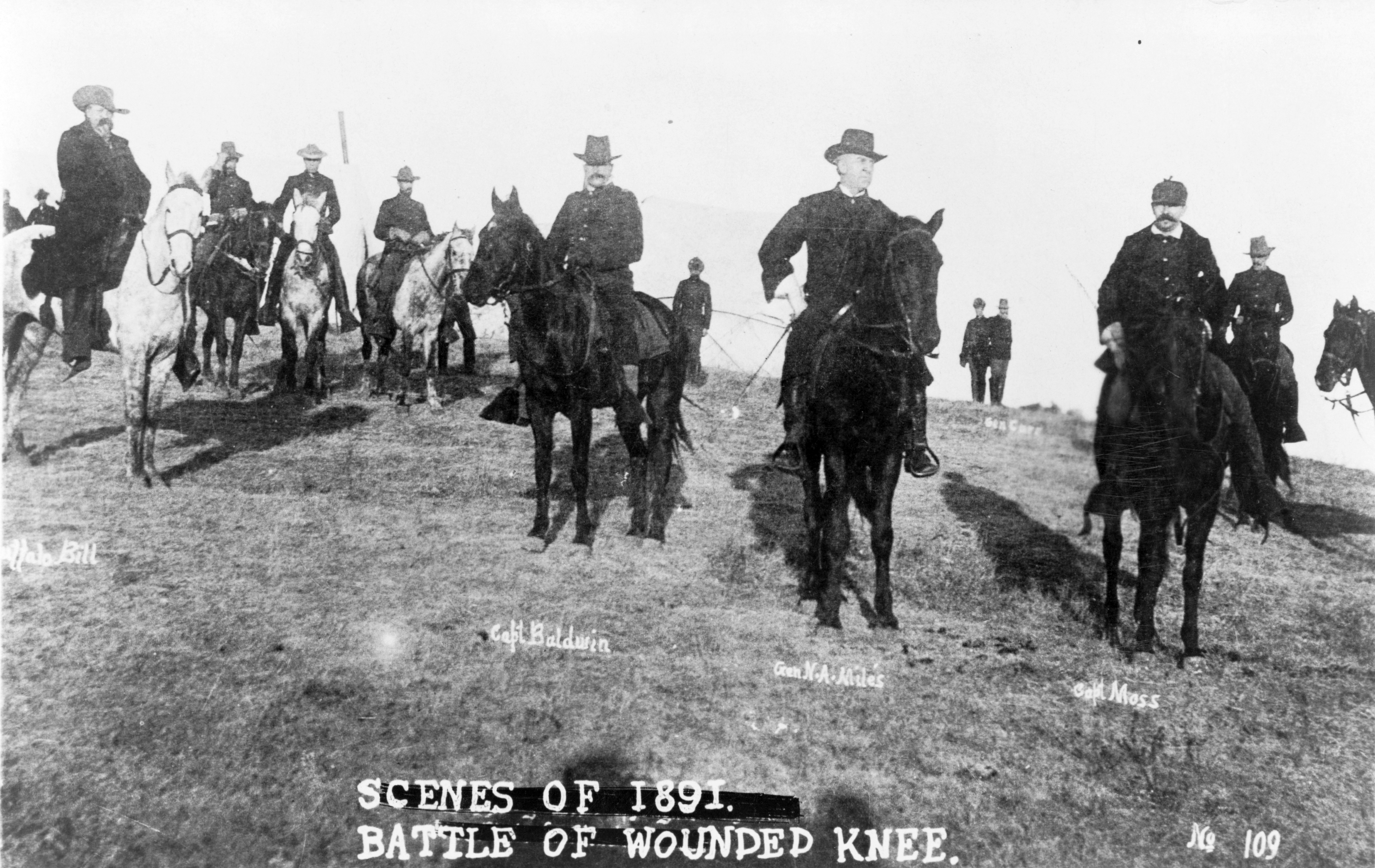
سربازان امریکایی (۱۹۱۳)
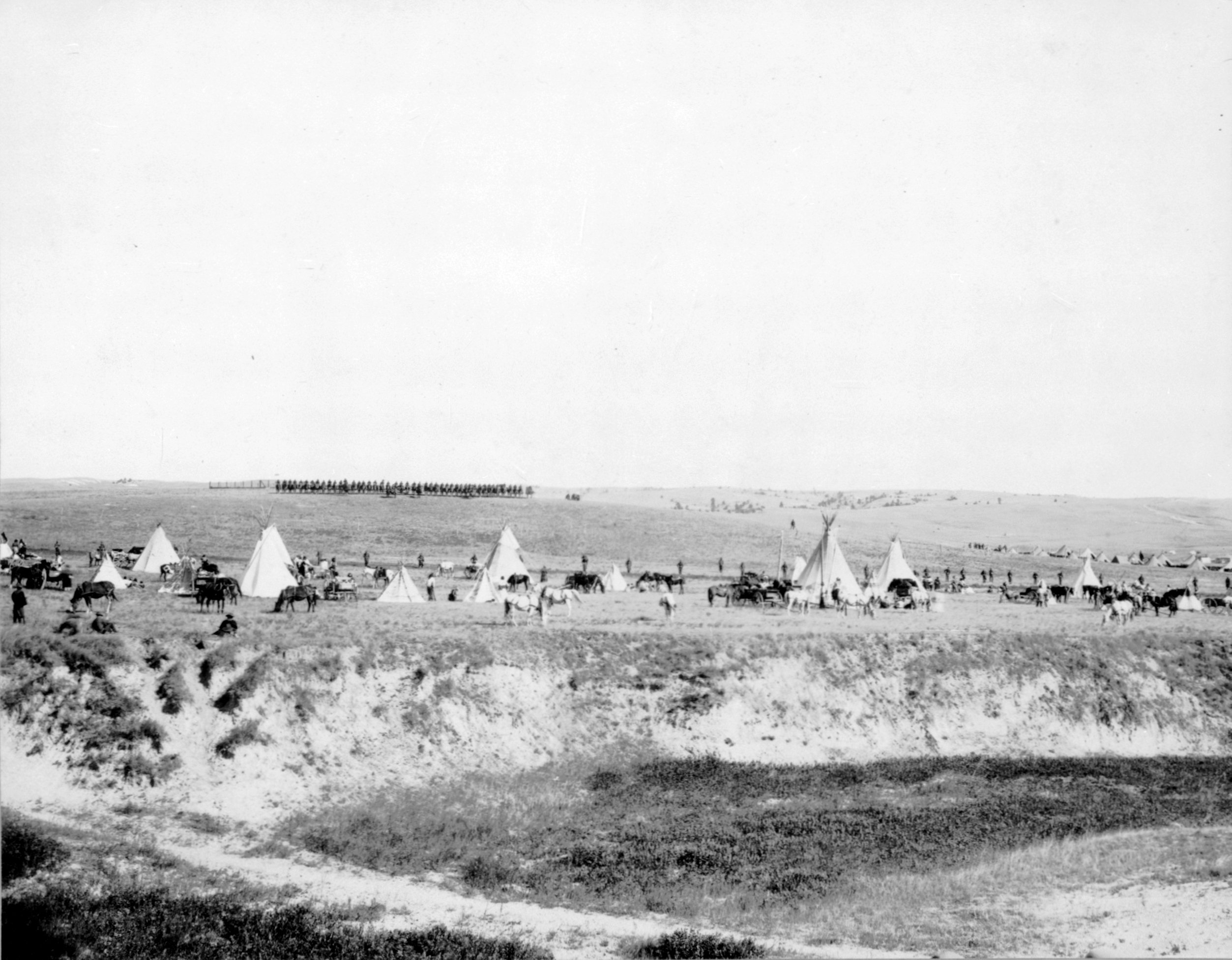
نمایش مجدد محاصره لاکوتاها در ووندد نی
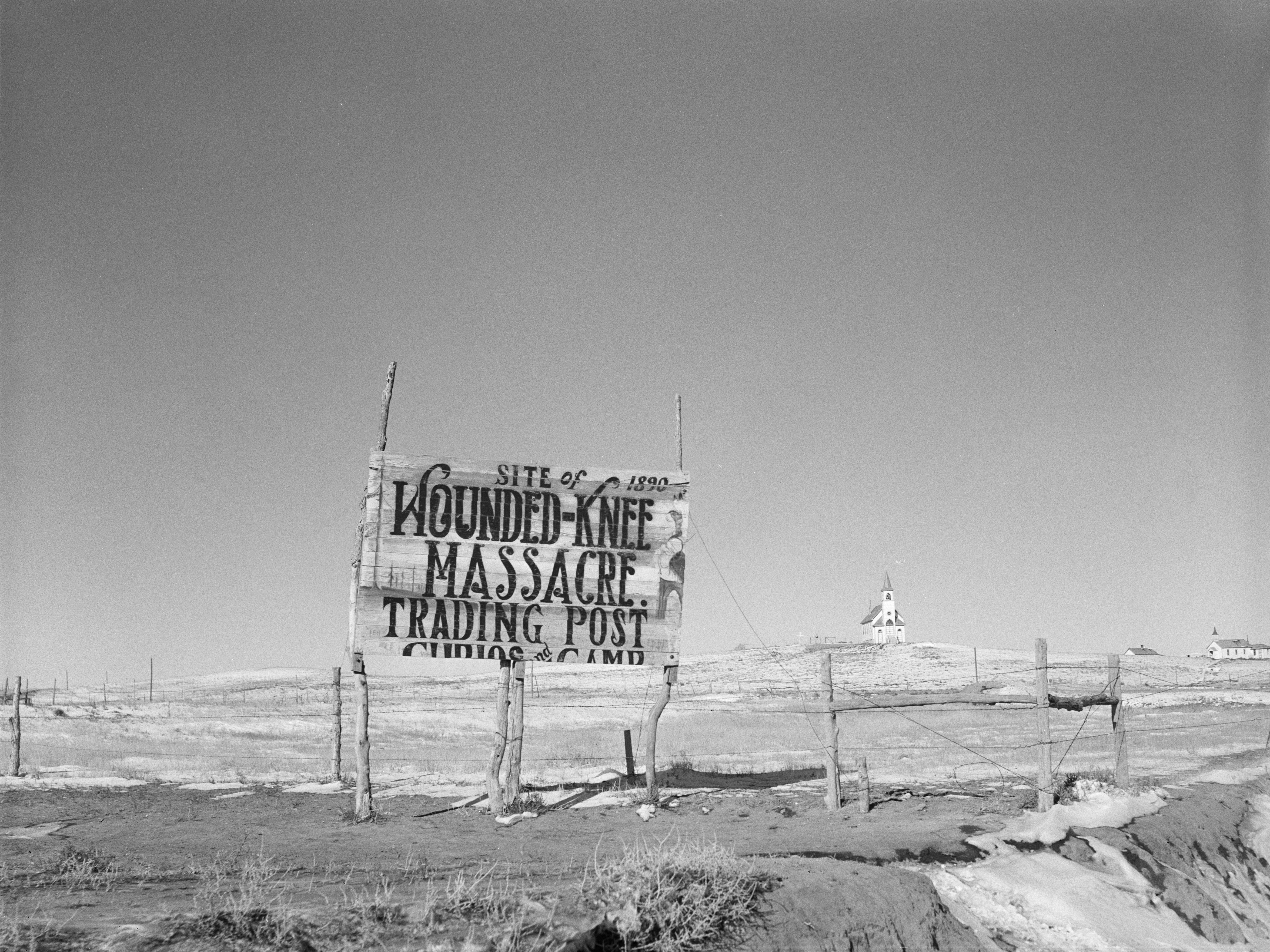
ووندد نی، ۱۹۴۰
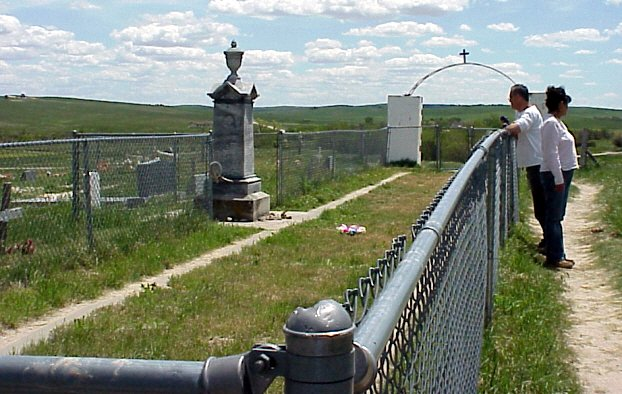
گور دسته جمعی ووندد نی در سال ۲۰۰۳
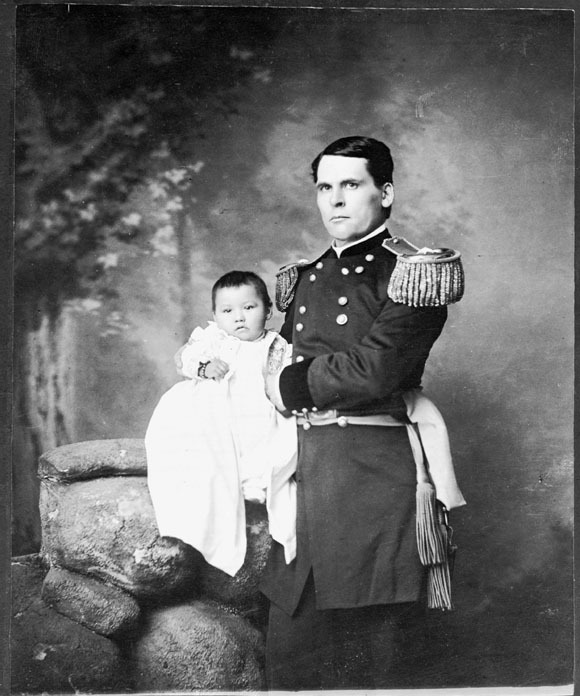